# Youth to Youth
Youth to Youth és una pel·lícula muda de la Metro dirigida per Émile Chautard i protagonitzada per Billie Dove. Edythe Chapman i Hardee Kirkland. La pel·lícula es va estrenar el 16 d’octubre de 1922. Es considera una pel·lícula perduda.

## Argument
Eve Allinson, una noia de camp que arriba a Broadway i es converteix en una estrella de la nit al dia. Un dia però, quan descobreix que es rumoreja que és l'amant del seu mecenes de mitjana edat, Brutus Tawney, s'escapa per unir-se a un grup de gira. Page Brookins, un granger, veu actuar Eve i s'enamora d'ella. Per això escriu a un amic de Nova York amb l'esperança de que l’ajudi a fomentar la carrera de la noia. Mentrestant, Tawney es proposa buscar-la. Quan Page s'assabenta de la seva reputació assumeix que el rumor és cert i trenca el seu compromís. Quedant sense alternativa Eve marxa amb Tawney al seu iot, però Page reconsidera la seva decisió i surt remant darrere d'ells. Tawney dona a Eve i Page la seva benedicció 

## Repartiment
- Billie Dove (Eve Allinson)
- Edythe Chapman (Mrs. Cora Knittson)
- Hardee Kirkland (Taylor(
- Sylvia Ashton (Mrs. Jolley)
- ZaSu Pitts (Emily)
- Jack Gardner (Maurice Gibbon)
- Cullen Landis (Page Brookins)
- Mabel Van Buren (Mrs. Brookins)
- Tom O'Brien (Ralph Horry)
- Paul Jeffrey (Everett Clough)
- Carl Gerard (Howe Snedecor)
- Lincoln Stedman (Orlando Joley)
- Noah Beery (Brutus Tawney)
- Gertrude Short (Luella)
- Esther Ralston